# Prix Félicien-Gauvreau
Le prix Félicien Gauvreau est une course hippique de trot monté se déroulant fin mars (fin février ou début mars avant 2021) sur l'hippodrome de Vincennes.
C'est une course de Groupe II réservée aux poulains de 3 ans, hongres exclus, ayant obtenu une allocation (conditions en 2025).
Elle se court sur la distance de 2 700 mètres — 2 200 mètres de 2021 à 2023 — (grande piste), départ volté, pour une allocation qui s'élève à 120 000 €, dont 54 000 € pour le vainqueur.
Son équivalent pour les femelles est le prix Ali-Hawas ayant lieu le même jour.
L'épreuve est créée en janvier 1948, au trot attelé,. Comme pour quelques autres semi-classiques créés à cette époque, la SECF honore l'un de ses membres, Félicien Gauvreau, éleveur en Vendée. La course ne figure pas au programme 1949 et le nom est attribué en 1954 au prix des Amandiers, couru par les 2 ans au trot monté en novembre, sur courte distance,. Elle prend sa place en fin de meeting d'hiver en 1957, l'année des 3 ans (il n'y a pas eu d'édition 1956).

## Palmarès depuis 1966
Avant que Prix Ali Hawas soit réservé aux femelles en 2005, la course leur était également ouverte.
| Année | Vainqueur          | Père               | Jockey                | Entraîneur            | Distance | Réd.km |
| ----- | ------------------ | ------------------ | --------------------- | --------------------- | -------- | ------ |
| 2025  | Météore de Simm    | Boccador de Simm   | Mathieu Mottier       | Mathieu Mottier       | 2 700 m  | 1'15"5 |
| 2024  | Lucky Sibey        | Étonnant           | Éric Raffin           | Jean-Michel Baudouin  | 2 700 m  | 1'15"6 |
| 2023  | Kyt Kat            | Booster Winner     | Mathieu Mottier       | Thomas Levesque       | 2 200 m  | 1'14"7 |
| 2022  | Jaspers Turgot     | Korean             | David Thomain         | Jean-Philippe Monclin | 2 200 m  | 1'14"7 |
| 2021  | Ici C'est Paris    | Dollar Macker      | Christopher Corbineau | Philippe Allaire      | 2 200 m  | 1'15"5 |
| 2020  | Heart of Gold      | Bird Parker        | David Thomain         | Philippe Allaire      | 2 700 m  | 1'16"4 |
| 2019  | Gala Téjy          | Atlas de Joudes    | Paul-Philippe Ploquin | Christophe Chalon     | 2 700 m  | 1'15"3 |
| 2018  | First Daidou       | Univers de Pan     | Romain Derieux        | Romain Derieux        | 2 700 m  | 1'18"2 |
| 2017  | Eye of the Storm   | Village Mystic     | Yoann Lebourgeois     | Philippe Allaire      | 2 700 m  | 1'16"  |
| 2016  | Dreamer Delo       | Ready Cash         | Éric Raffin           | Sébastien Guarato     | 2 700 m  | 1'17"  |
| 2015  | Che Jénilou        | Goetmals Wood      | Éric Raffin           | Sébastien Guarato     | 2 700 m  | 1'17"5 |
| 2014  | Bird Parker        | Ready Cash         | Yoann Lebourgeois     | Philippe Allaire      | 2 700 m  | 1'16"4 |
| 2013  | Attila du Gabereau | Mercenaire         | Thomas Levesque       | Mike Lenders          | 2 700 m  | 1'16"5 |
| 2012  | Vaquero du Mont    | Kaisy Dream        | Anthony Dollion       | Hervé Gilles          | 2 700 m  | 1'15"6 |
| 2011  | Uncaring           | Nice Love          | Franck Nivard         | Sébastien Guarato     | 2 700 m  | 1'16"3 |
| 2010  | Thorens Védaquais  | Cygnus d'Odyssée   | Yoann Lebourgeois     | Philippe Allaire      | 2 700 m  | 1'15"9 |
| 2009  | Sancho du Glay     | First de Retz      | Maxime Bézier         | Sébastien Guarato     | 2 700 m  | 1'17"  |
| 2008  | Replay Oaks        | Le Big Boss        | Émile Fournigault     | Gaston Alainé         | 2 175 m  | 1'13"9 |
| 2007  | Quidam des Maj     | Gazouillis         | Arnaud Angéliaume     | Michel Triguel        | 2 175 m  | 1'17"6 |
| 2006  | Punch Winner       | Gai Brillant       | Éric Raffin           | Philippe Allaire      | 2 175 m  | 1'16"3 |
| 2005  | Olblack du Bocage  | Ganymède           | Philippe Masschaele   | Luc Roelens           | 2 175 m  | 1'20"1 |
| 2004  | Noora de l'Iton    | Workaholic         | Matthieu Abrivard     | Thierry Duvaldestin   | 2 175 m  | 1'17"4 |
| 2003  | Manika             | Hello Jo           | Gaëtan Prat           | Didier Dauverne       | 2 175 m  | 1'17"7 |
| 2002  | Léda d'Occagnes    | Cygnus d'Odyssée   | Philippe Masschaele   | Pierre-Désiré Allaire | 2 175 m  | 1'18"6 |
| 2001  | Kitcho d'Écajeul   | Sancho Pança       | Michel Lenoir         | Jean-Luc Dersoir      | 2 175 m  | 1'18"4 |
| 2000  | Jardy              | And Arifant        | Pascal-André Geslin   | Yves Dreux            | 2 175 m  | 1'18"5 |
| 1999  | Ivresse de Bel Air | Podosis            | Jean-Pierre Thomain   | Laurent Barassin      | 2 175 m  | 1'18"7 |
| 1998  | Hancho Dry         | Sancho Pança       | Gilles Delacour       | Philippe Lefrançois   | 2 175 m  | 1'18"7 |
| 1997  | Gentry d'Ombrée    | Axe des Sarts      | Michel Lenoir         | Jean-Raoul Deshayes   | 2 175 m  | 1'18"4 |
| 1996  | Fine Perle         | Marpheulin         | Jean-Philippe Mary    | Philippe Allaire      | 2 175 m  | 1'19"9 |
| 1995  | Easy to Drive      | Royal Ludois       | Jean-Philippe Mary    | Philippe Allaire      | 2 175 m  | 1'20"6 |
| 1994  | Duc de Janvier     | Quinze Janvier     | Yves Dreux            | Ali Hawas             | 2 175 m  | 1'20"7 |
| 1993  | Carlito d'Arc      | Ruanito d'Arc      | Jean-Philippe Mary    | Philippe Rouer        | 2 275 m  | 1'19"6 |
| 1992  | Blue Dream         | Pershing           | Jean-Philippe Mary    | Philippe Allaire      | 2 300 m  | 1'20"7 |
| 1991  | Alligator          | Le Ham             | Michel Lenoir         | Gilbert Lemière       | 2 300 m  | 1'20"5 |
| 1990  | Villebon           | Ino Ludois         | Yves Dreux            | Ali Hawas             | 2 300 m  | 1'20"7 |
| 1989  | Ursulo de Crouay   | Mivus              | Philippe Gillot       | Joël Hallais          | 2 300 m  | 1'21"1 |
| 1988  | Tomanco            | Elpenor            | Jean-Pierre Thomain   | Joel Van Eeckhaute    | 2 300 m  | 1'21"3 |
| 1987  | Speed Clayettois   | Joachim            | Yves Dreux            | Ali Hawas             | 2 300 m  | 1'20"9 |
| 1986  | Rop                | Hajacques de Chenu | Philippe Gillot       | Jacques Vandromme     | 2 300 m  | 1'22"3 |
| 1985  | Quinze Janvier     | Vallauris du Pont  | Yves Dreux            | Ali Hawas             | 2 300 m  | 1'21"8 |
| 1984  | Prince du Bourg    | Franc Quito        | Philippe Békaert      | Liliane Fleuriel      | 2 250 m  | 1'23"  |
| 1983  | Oranval            | Fugit              | Yves Dreux            | Ali Hawas             | 2 250 m  | 1'22"8 |
| 1982  | Nestoriac          | Derjacques         | Yves Dreux            | Ali Hawas             | 2 250 m  | 1'22"  |
| 1981  | Mabrouka           | Balfour            | Yves Dreux            | Ali Hawas             | 2 250 m  | 1'23"7 |
| 1980  | Ladin d'Anglars    | Aladin             | Yves Dreux            | Pierre Lhomme         | 2 250 m  | 1'21"4 |
| 1979  | Kiki de Feugères   | Nivôse             | Gérard Raulline       | Bernard Raulline      | 2 250 m  | 1'22"1 |
| 1978  | Jais Noir          | Aigle Noir         | Philippe Gillot       | Roger Ledoyen         | 2 250 m  | 1'22"9 |
| 1977  | Ira de Retz        | Ura                | Alain Sionneau        |                       | 2 250 m  | 1'24"3 |
| 1976  | Hâte Toi           | Paléo              | G. Jacquet            |                       | 2 250 m  | 1'23"8 |
| 1975  | Givre d'Argent     | Kubler L           | Yves Martin           |                       | 2 250 m  | 1'23"9 |
| 1974  | Floral             | Oscar RL           | Jean-Claude Mariette  |                       | 2 250 m  | 1'24"2 |
| 1973  | Essi Bellêmois     | Lucky Williams     | Michel Lenoir         |                       | 2 250 m  | 1'23"9 |
| 1972  | Doré Blanc         | Seddouk            | Gérard Mascle         |                       | 2 250 m  | 1'24"  |
| 1971  | Camille II         | Orphée             | Jean Mary             |                       | 2 250 m  | 1'23"9 |
| 1970  | Bravo Tudor W      | Mestioca P         | François Brohier      |                       | 2 250 m  | 1'24"1 |
| 1969  | Aiglon des Parcs   | Hyderabad          | Gaston Peltier        |                       | 2 250 m  | 1'26"2 |
| 1968  | Valérien           | Hector II          | Maurice Riaud         |                       | 2 250 m  | 1'24"9 |
| 1967  | Umuse P            | Jidalium           | Jean Mary             |                       | 2 250 m  | 1'24"8 |
| 1966  | Tuky Pompon        | Lucky Williams     | J. Theisen            |                       | 2 250 m  | 1'24"4 |

## Sources
- Pour les conditions de course et les dernières années du palmarès : site de la SETF
- Pour les courses plus anciennes : archives des quotidiens  (Ouest-France, Sud-Ouest…)